# 新潘多利诺
新潘多利诺是由阿尔斯通铁路 ( 飛雅特鐵路 ) 为意大利列車和齐萨尔皮诺客户建造的一类高速倾斜列车。

## 概述
潘多利诺这个名字用于识别意大利生产的高速倾斜技术列车系列。这些火车的名字（ pendolino在意大利语中的意思是“小钟摆”）归功于使它们在转弯时能够倾斜的机制。最大倾斜度为8度，使列车的速度比传统列车高出35%，同时保持乘客舒适。由阿尔斯通铁路开发，该公司在收购前生产商飛雅特鐵路后继承了倾斜技术（包括英国高级旅客列车的技术），在阿尔斯通的萨维利亚诺工厂、皮埃蒙特以及米兰附近的塞斯托-聖喬瓦尼建造将提供牵引变流器）。
潘多利诺于1988年首次在意大利开始服役，型号为ETR 450 ，随后是ETR 460 、ETR 470和ETR 480。新一代车型于2006年推出，为意大利列车提供ETR 600，为在瑞士和意大利之间运营火车的铁路公司齐萨尔皮诺提供ETR 610 / RABe 503。制造商阿尔斯通将它们标记为新潘多利诺。

### ETR 600-610（意大利）/RABe 503（瑞士）

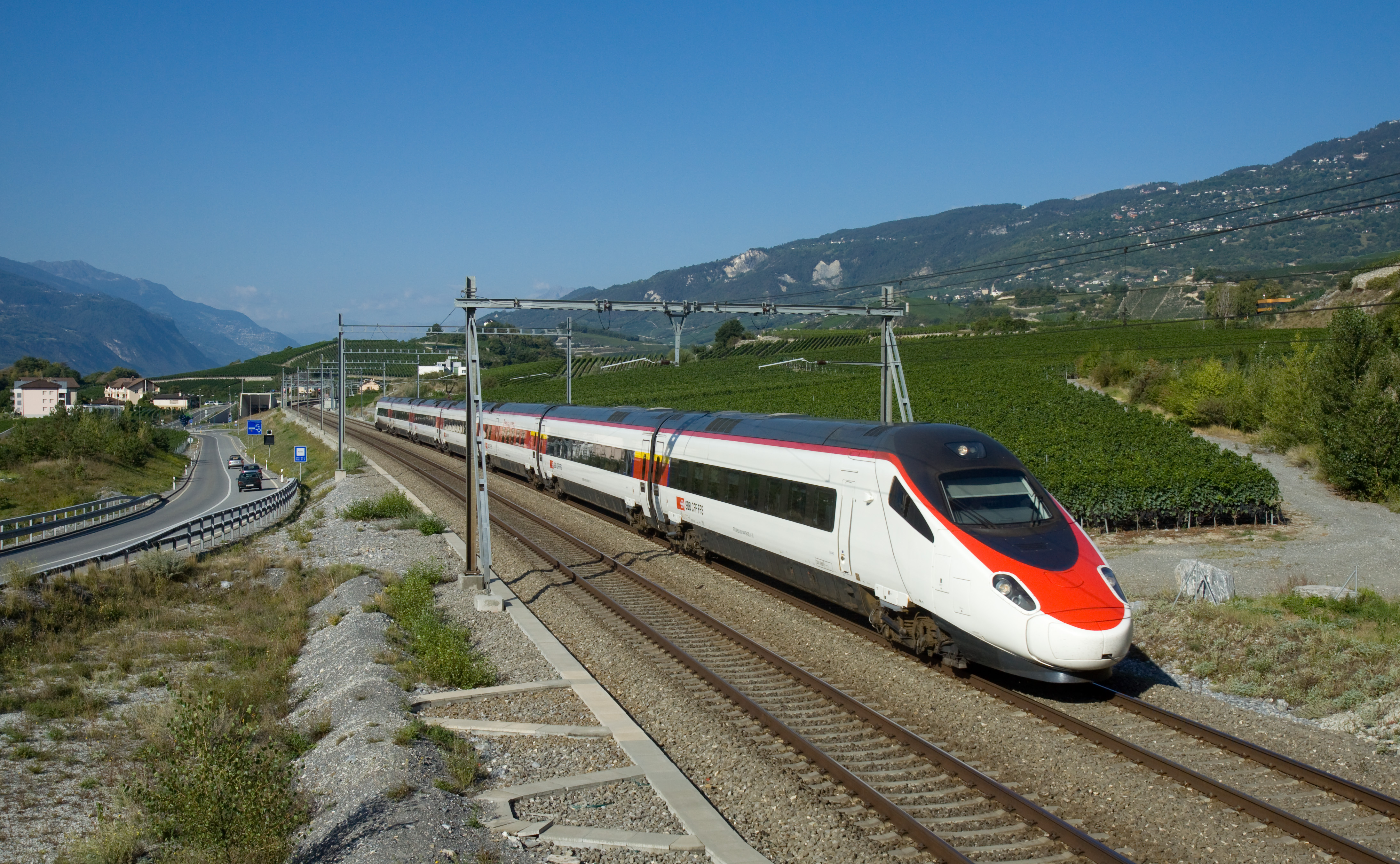
瓦莱州的SBB ETR 610

2012年，瑞士联邦铁路订购了8列新的ETR 610列车（2015年交付），用于米兰-日内瓦和米兰-苏黎世的服务。

### ED250（波兰）

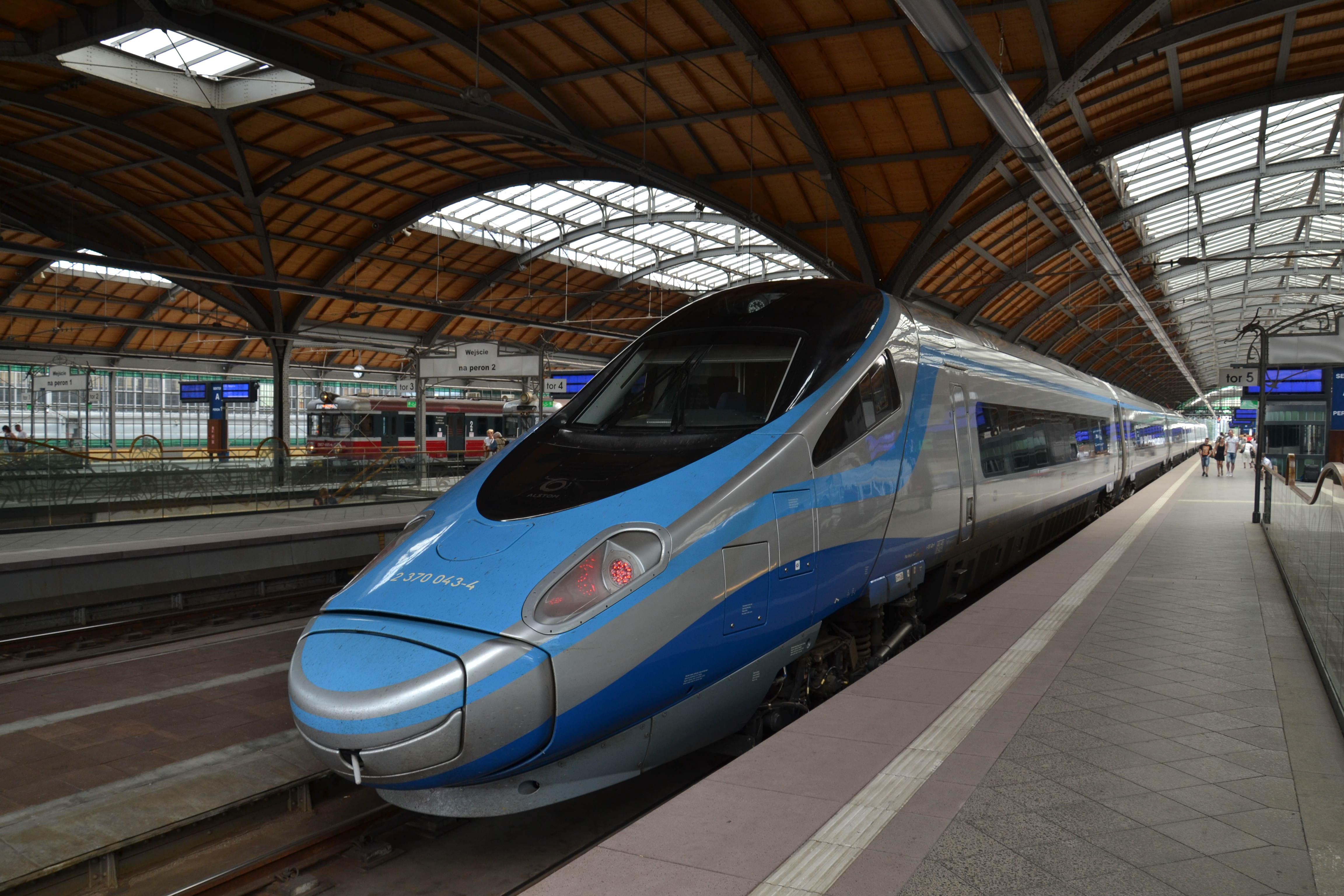
弗罗茨瓦夫火车总站的ED250

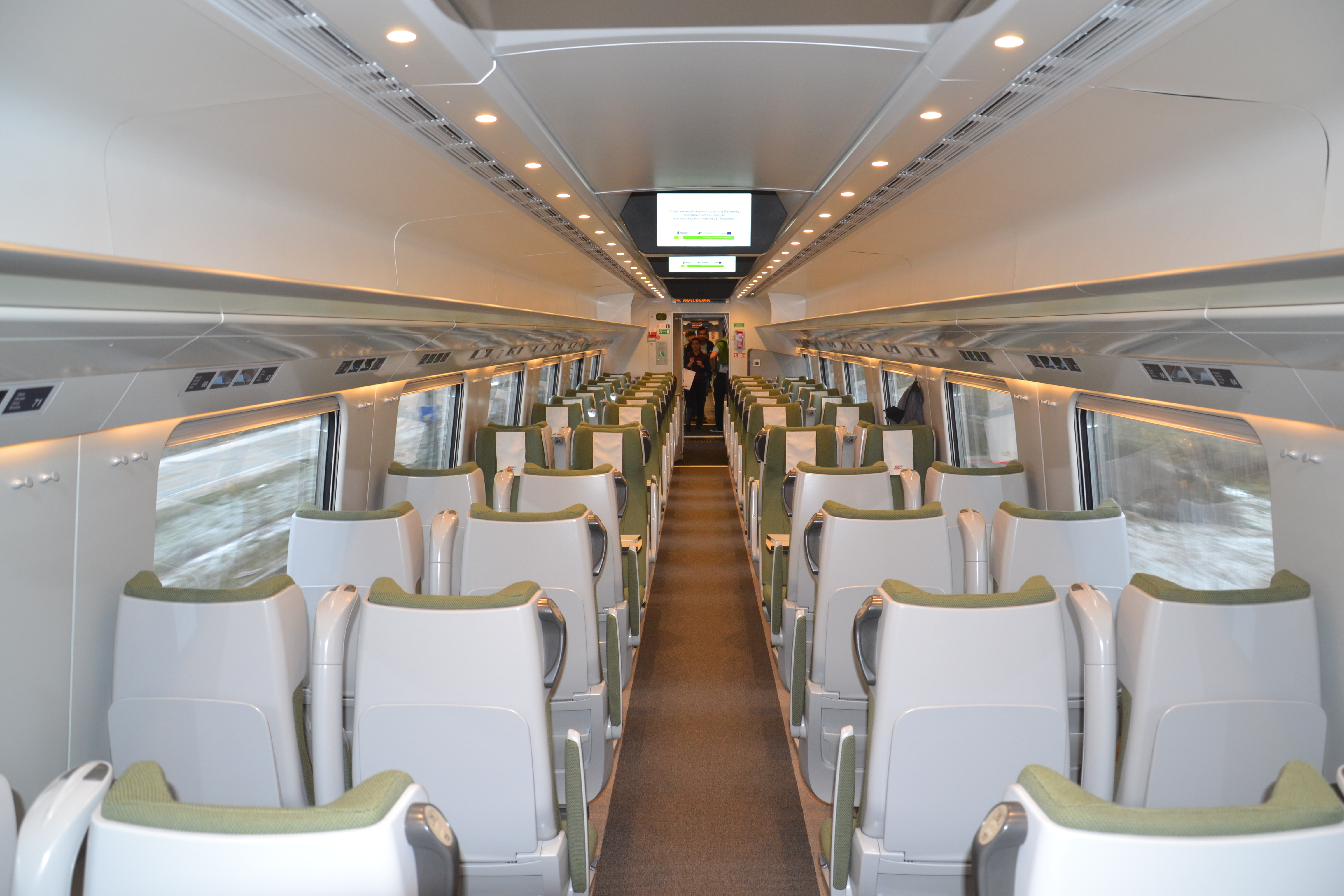
PKP ED250装置的二等舱内饰

波兰国家铁路（PKP）于1998年订购了14列潘多利诺，但在2000年因资金问题而取消订单。
2010年阿尔斯通以新潘多利诺赢得了波兰国铁城际列车20列高速列车的投标。与CRH5相似，这些列车并非摆式列车；与捷克铁路680型相似，这些列车可在25kV 50Hz交流、15 kV 16.7Hz交流和3,000V直流电气化线路上行驶，故可于波兰、德国、奥地利和捷克运作。
2011年5月30日波兰国家铁路与阿尔斯通就20列新潘多利诺（ETR 610）签署协议。列车将在2014年前交付，并投入格丁尼亚至华沙和克拉科夫/卡托维兹至华沙的服务。
波兰“潘多利诺”列车组没有倾斜机构，这使它们无法获得更快弯道的主要优势。

### Avant S-114（西班牙）

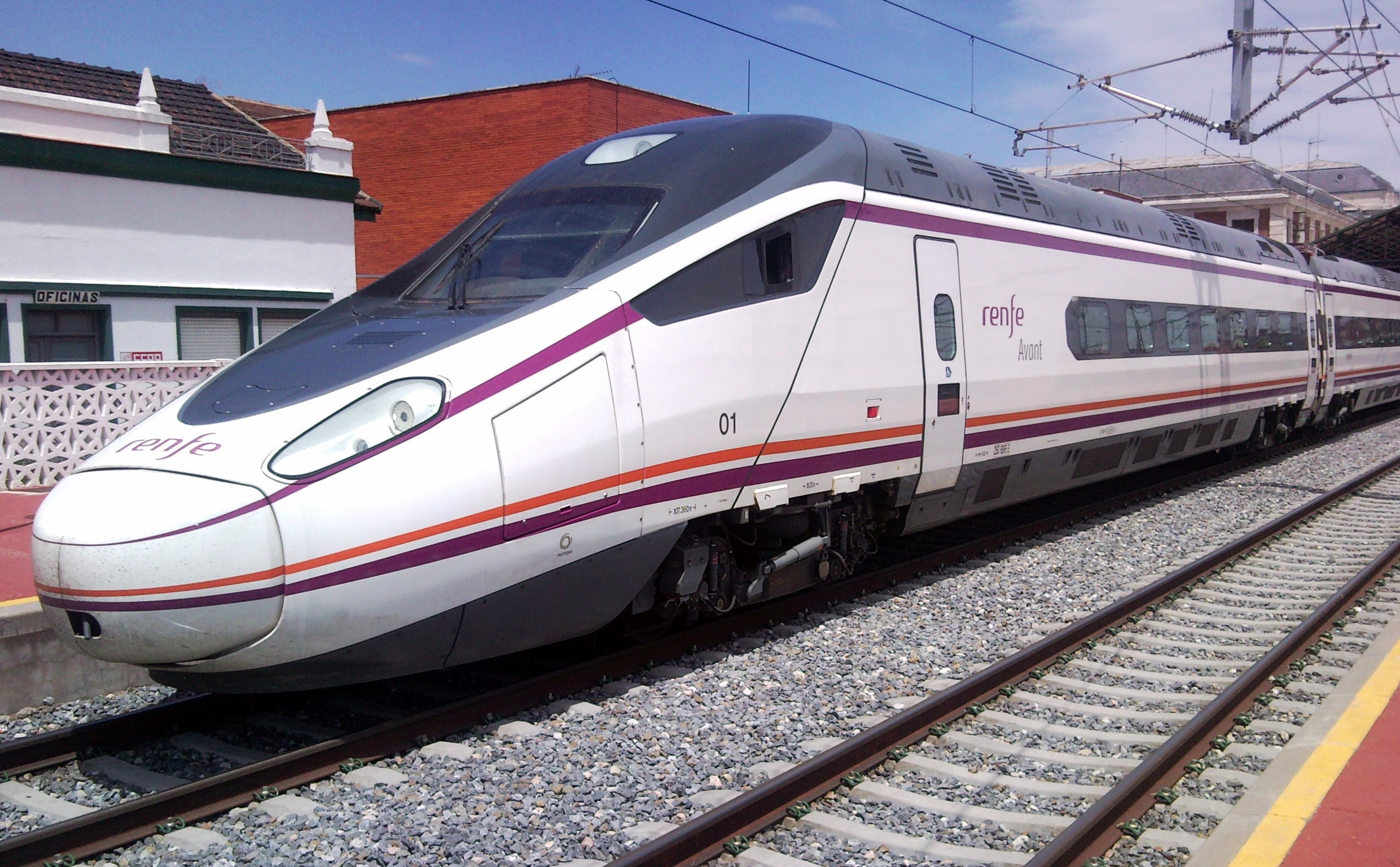
在巴利亚多利德-大坎波火车站的RenfeAvant S-114列车

Avant S-114是新潘多利诺设计的四车变体，很像波兰版本没有配备倾斜机构。
现在，这13组列车用于马德里、塞哥维亚和巴利亚多利德之间的高速线路上的高速服务。 

### ETR 675（意大利）

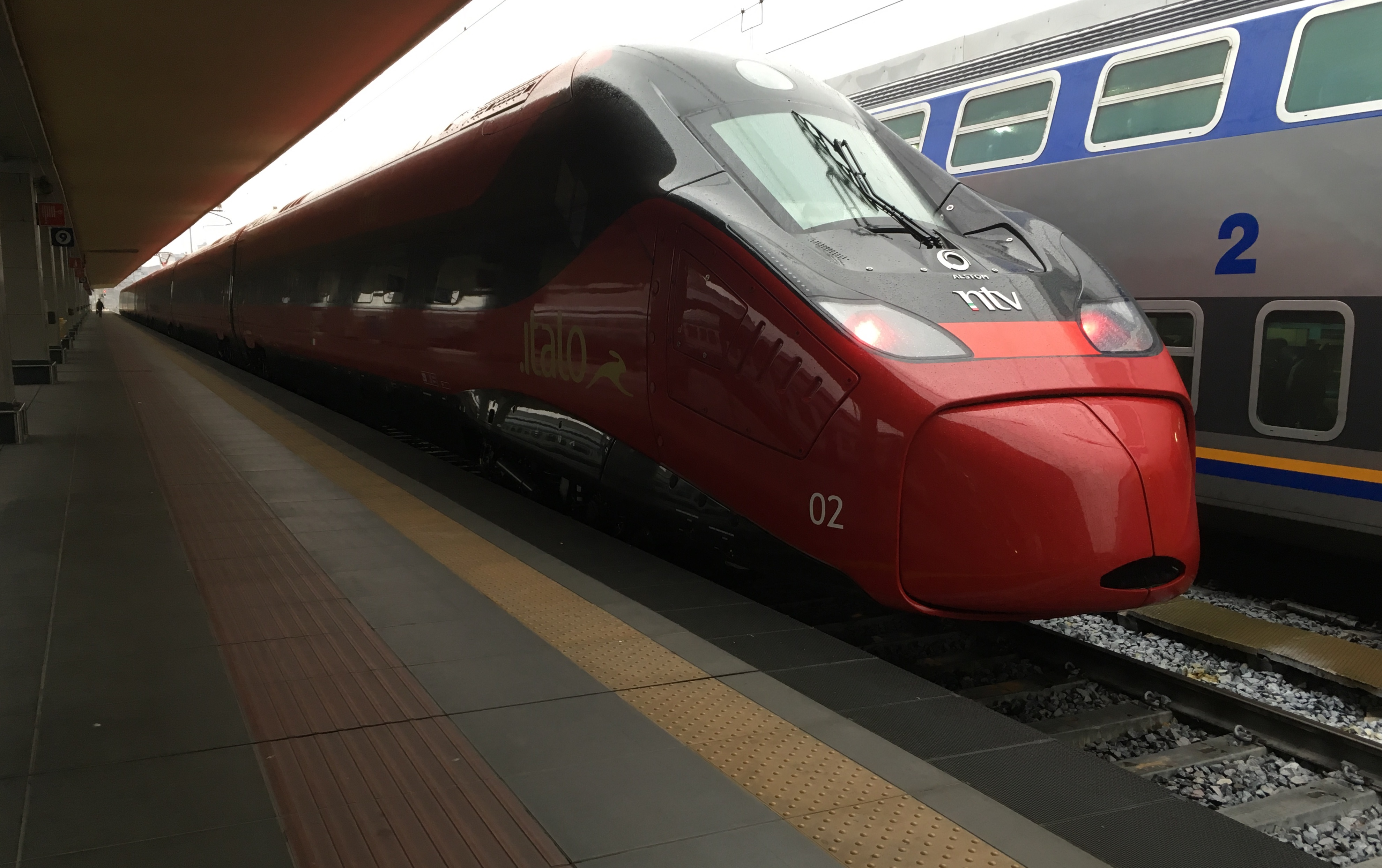
ETR 675NTV在都灵新门火车站

NTV的新型潘多利诺EVO ETR.675是阿尔斯通Avelia家族的一部分，该家族还包括分布在欧洲不同国家的其他车队。
潘多利诺ETR.675与PKP一样，没有配备可变姿态。然而，潘多利诺这个名字显然仍然是一个火车品牌，可以在有和没有摆动的情况下进行结构。

### CRH5A（中国）

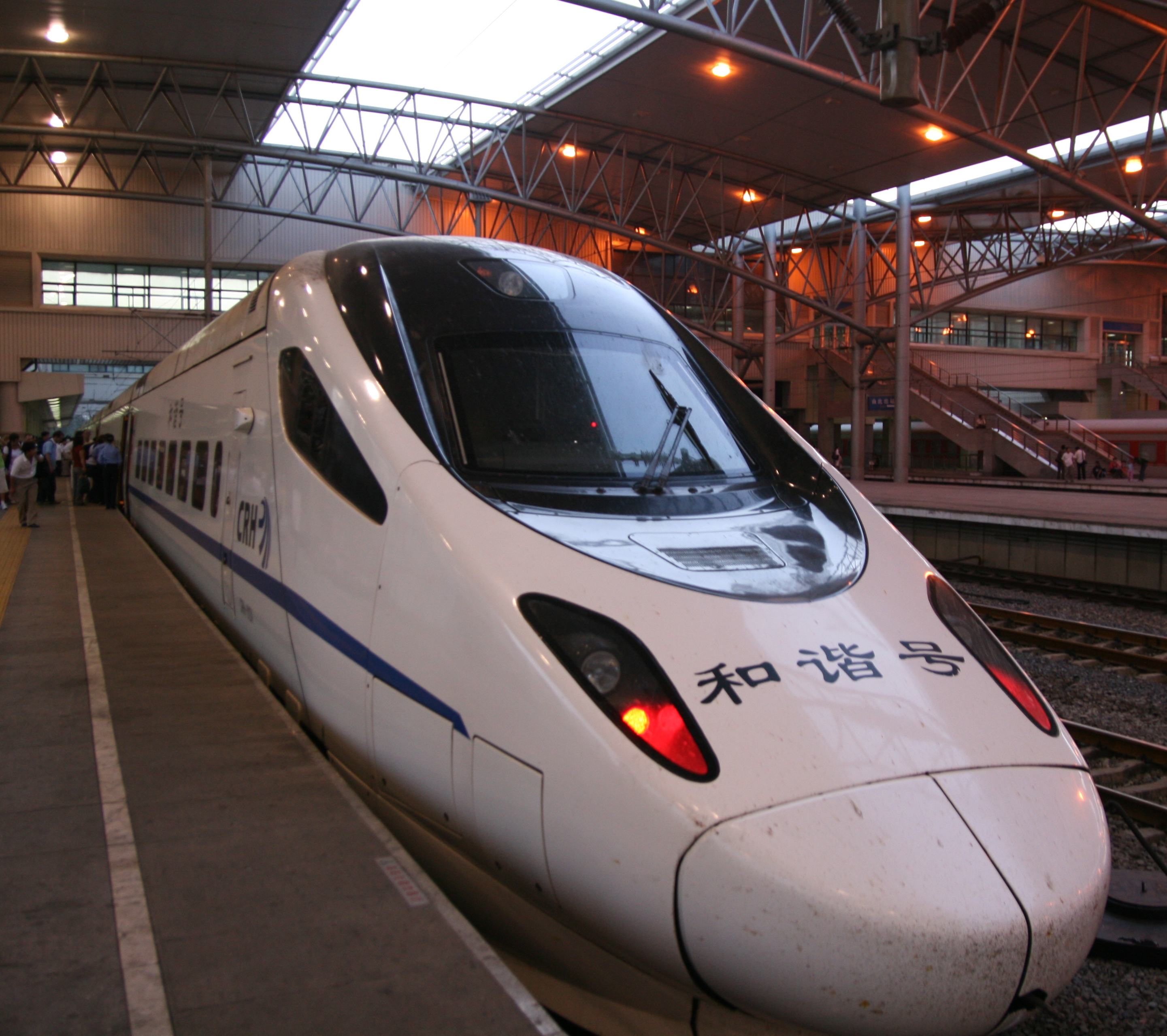
CRH5A位于中国辽宁沈阳

中华人民共和国铁道部自阿尔斯通方面引进技术，组装60列高速电力动车组，归为中国铁路高速列车（CRH）系列，命名为和谐号CRH5型。CRH5基于新潘多利诺设计，但并非摆式列车。2009年和2010年CRH5分别获得了20和30列追加订单，以充实服务于华北和东北线路的现有车队。

## 技术特点
列车具有以下特点：
- 七列编组，四辆动车和三辆拖车
- 轨距：1,435毫米（4英尺8+1⁄2英寸）

新潘多利诺将配备欧洲列车控制系统 (ETCS) 2级信号系统和SCMT，而为瑞士联邦铁路 (ETR 610) 生产的列车将配备 ETCS、SCMT、ZUB 、LZB和Integra-Signum系统.